# Alice Soares
Alice Ardohain Soares (Uruguaiana, 17 de julho de 1917 — Porto Alegre, 21 de março de 2005) foi uma pintora e desenhista brasileira.
Na maior parte de sua vida, trabalhou no ateliê que dividia com a amiga, também pintora, Alice Brueggemann e em mais de 60 anos de dedicação à arte, "as meninas" foram o tema constante de sua obra.

## Percurso
Filha de mãe uruguaia, Domingas Ardohain, e do médico baiano Deodoro Álvares Soares, incorporado ao Exército Brasileiro, Alice Soares morou em Santa Maria, Florianópolis, Rio de Janeiro e Recife.
O contato com a arte começou na infância, estimulada pelos pais, que lhe entregavam como distração o papel e o caderno de desenho. Diplomou-se em Pintura em 1943, e em Escultura em 1945, pelo Instituto de Artes da Universidade Federal do Rio Grande do Sul (UFRGS). No mesmo ano da formatura começou a lecionar no Instituto de Artes e, em abril de 1980 recebeu o título de "professor emérito" da UFRGS.
Alice foi a primeira artista plástica a se profissionalizar no Rio Grande do Sul.Pertenceu à geração pioneira de mulheres que se dedicou de forma profissional à arte. Ela criou suas obras na maioria do tempo no ateliê que dividiu por mais de 40 anos com a colega e amiga da vida inteira Alice Brueggemann, localizado na rua Marechal Floriano, e depois passou a trabalhar em seu apartamento também no Centro, onde morava junto com a irmã mais nova. A parceria das duas artistas resultou na alcunha "as duas Alices".
A busca pelo aprimoramento foi um objetivo constante na trajetória da desenhista e pintora. Fez curso de cerâmica com Wilbur Olmedo, gravura em metal com Iberê Camargo e curso com Horácio Juarez, em Buenos Aires. Participou da primeira Bienal Internacional de Arte de São Paulo no início dos anos 1950 e realizou mostra individual de pinturas e desenhos no Museu de Arte do Rio Grande do Sul, em 1959. Participou de salões e conquistou vários prêmios.
Depois dos anos 1960, Alice parou de esculpir e pintar, e teve papel determinante na introdução do desenho como técnica autônoma na graduação de artes plásticas.
Foi presidente da Associação Rio-Grandense de Artes Plásticas Francisco Lisboa em 1963, e fundadora e primeira diretora da Escolinha de Artes da UFRGS em 1964.
Em 2003, Alice Soares recebeu o Prêmio Líderes & Vencedores, na categoria Expressão Cultural, oferecido pela Assembleia Legislativa do Rio Grande do Sul.
Alice Soares morreu vítima de embolia pulmonar e parada cardíaca no Hospital Moinhos de Vento.

## Prêmios e reconhecimentos
- 1950: Exposição na I Bienal de Arte de São Paulo.
- 2003: Prêmio Líderes & Vencedores da Assembleia Legislativa do Rio Grande do Sul.

## Obra
Como pintora Alice Soares desenvolveu um trabalho de grande simplicidade compositiva, como é o exemplo da pintura intitulada Igrejinha (sem data) da Pinacoteca Barão de Santo Ângelo. Dentro do influxo que a paisagem tinha naquele momento, essa obra é indicativa de uma modernidade em tudo surpreendente na sua figuração sintética. Com sua paleta parcimoniosa e cores esbatidas, o tratamento pictórico se ajusta à construção dos elementos gráficos que impõem força a paisagem, tal qual os melhores paisagistas daquele período. Sua obra pictórica também tem exemplos na natureza-morta, em figuras e nos retratos, gêneros recorrentes no período, peças nas quais se pode constatar sua qualidade de colorista e desenhista. Exemplares são as duas naturezas-mortas, datadas respectivamente de 1953 e 1954, que integram hoje coleções públicas. 
Nas telas suas com figuras são notáveis as “Meninas” (1953) e as “As gurias do asilo” (1959). Tendo ambas o mesmo assunto (meninas) nota-se a evolução do tema em dois momentos: enquanto na obra de 1953 o tema é tratado nos moldes recorrentes do período, com ecos de Portinari na composição com um amplo cenário, o colorido quente é semelhante ao utilizado por Di Cavalcanti. Já “As gurias do asilo” é mais incisivo na apresentação do tema: as órfãs. Elas são apresentadas em um grupo apertado, uniformizadas e com suas individualidades apagadas. O colorido, fundado nos azuis e nos ocres, passa uma impressão de solidão e aprisionamento. O tratamento da tela em tons e meios tons é riquíssimo, e é densificado pelas formas angulosas, as linhas de contorno e os quadriculado do piso do pátio onde elas estão. É pintura de forte apelo construtivo, em oposição ao apelo pictórico de sua antecessora. Esses embates entre uma figuração naturalística e uma de caráter expressionista estavam na ordem do dia na década de 1950.
O trabalho de Alice Soares pode ser encontrado no acervo da Galeria Espaço Cultural Duque, no centro histórico de Porto Alegre, e no Museu de Arte do Rio Grande do Sul (Margs).